# 永光洋一
永光 洋一（ながみつ よういち、1930年1月1日 - 2012年7月30日）は、日本の運輸官僚。帝都高速度交通営団総裁を務めた。

## 来歴・人物
福岡県出身。1954年に東京大学法学部を卒業し、同年に運輸省に入省した。1980年6月に鉄道監督局国有鉄道部長。1982年6月に鉄道監督局長。1984年7月に大臣官房長。1986年7月から1987年6月まで運輸事務次官を務めた。1988年12月に帝都高速度交通営団副総裁に就任し、1991年7月に総裁に昇格し、1996年7月までに務め、それ以降は顧問を務めた。
2012年7月30日、肝不全のために死去。82歳没。